# Gramática de dependencias
La gramática de dependencias o gramática valencial, como también se le ha llamado, es el modelo teórico propuesto por el lingüista francés Lucien Tesnière.
La base fundamental de este modelo es el considerar no sólo los elementos léxicos que integran la estructura sintáctica, sino también las relaciones existentes entre ellos. De acuerdo con esta teoría, existe un vínculo que relaciona las ideas expresadas por las palabras para formar un pensamiento organizado. Este vínculo es denominado conexión. 
Las conexiones operan de manera jerárquica, así, al unir dos elementos, uno va a ser considerado como regente y el otro como regido. Cuando un regente tiene varios regidos se construye un nudo, los cuales se escalonan en un complejo sistema de dependencias, el cual culmina en el nudo central. 
De este nudo central depende un grupo de elementos imprescindibles denominados actuantes. Ellos actúan en la acción del verbo, la palabra más importante de la proposición. Hay otros elementos de carácter prescindible denominados circunstantes, pues no participan de la acción, solo la ubican en una determinada circunstancia. 
El número de posibles actuantes es tres: (1) sujeto, (2) complemento objeto y (3) complemento de atribución. La presencia o ausencia de ellos conforma la valencia. Un verbo como dar posee tres valencias, o es trivalente, pues rige los tres actuantes. De este modo, hay verbos avalentes (llover, tronar), monovalentes (ir, dormir), bivalentes (pensar, ver) y trivalentes (dar, otorgar).
El punto culminante del análisis lo proporciona la representación de todo lo dicho a través de un estema, o gráfico de dependencias.
- Datos: Q674834